# Дискография Coldplay
Дискография британской рок-группы Coldplay включает в себя 9 студийных альбомов, 6 концертных альбомов, 12 сборников, 18 мини-альбомов, 41 сингл, 13 промосинглов и 4 благотворительных синглов. По информации лейбла Parlophone, по состоянию на 2021 год первые восемь альбомов коллектива разошлись тиражом в более 100 миллионов копий по всему миру, что сделало их самой успешной группой 21 первого века и одним из самых продаваемых музыкальных исполнителей всех времён.
Дебютный студийный альбом Coldplay Parachutes, принесший группе мировую известность, был выпущен в 2000 году. Пластинка заняла первое место в хит-параде UK Albums Chart; Её продажи составили 13 миллионов копий по всему миру, а песня «Yellow» заняла четвёртое место в чарте Top-40 и стала мировым хитом. Второй студийный альбом, A Rush of Blood to the Head, был выпущен в 2002 году и показал необычайно большие продажи в сравнении со своим предшественником, возглавив хит-парады 11 стран. По состоянию на июль 2023 год, A Rush of Blood to the Head остаётся самым коммерчески успешным альбомом Coldplay. Синглы с альбома, «In My Place», «The Scientist» и «Clocks», стали фирменными песнями группы. Третий студийный альбом X&Y возглавил альбомные чарты во множестве стран мира и стал самым продаваемым альбомом 2005 года с тиражом в 8,3 миллиона копий концу года. Выпуск четвёртого студийного альбома, Viva la Vida or Death and All His Friends, состоялся 12 июня 2008 года. Ему удалось возглавить альбомные чарты более 23 стран мира и стать самым продаваемым альбомом 2008 года. Второй сингл альбома, «Viva la Vida», стал международным хитом, занял лидирующие позиции в чартах таких стран, как Великобритания, Нидерланды и Соединённые Штаты, и завоевал статуэтку «Грэмми» за лучшую песню года.
Изменив стиль, группа выпустили ещё пять студийных альбомов (Mylo Xyloto, Ghost Stories, A Head Full of Dreams, Everyday Life и Music of the Spheres), каждый из которых имел коммерческий успех, высокие позиции в хит-парадах всего мира и платиновый статус.

## Студийные альбомы
| Год  | Детали                                                                                                   | Высшие позиции в чартах | Высшие позиции в чартах | Высшие позиции в чартах | Высшие позиции в чартах | Высшие позиции в чартах | Высшие позиции в чартах | Высшие позиции в чартах | Высшие позиции в чартах | Высшие позиции в чартах | Высшие позиции в чартах | Высшие позиции в чартах | Сертификации |
| Год  | Детали                                                                                                   | АВС                     | БЕЛ                     | ВЕЛ                     | ГЕР                     | ИТА                     | КАН                     | НИД                     | НОЗ                     | США                     | ФРА                     | ШВЕ                     | Сертификации |
| ---- | --- | ----------------------- | ----------------------- | ----------------------- | ----------------------- | ----------------------- | ----------------------- | ----------------------- | ----------------------- | ----------------------- | ----------------------- | ----------------------- | --- |
| 2000 | Parachutes - Релиз: 10 июля - Лейбл: Parlophone - Форматы: CD, CS, LP - Сертификация RIAA: 2× Платиновый | 2                       | 3                       | 1                       | 54                      | 11                      | 19                      | 29                      | 4                       | 51                      | 31                      | 38                      | Список - США: Бриллиантовый - АВС: 5×Платиновый - АВТ: Платиновый - АРГ: Платиновый - ВАЛ: 2×Платиновый - ФЛА: 2×Платиновый - БРА: Платиновый - ВЕЛ: 5×Платиновый - ВЕН: Платиновый - ГЕР: 3×Платиновый - ДАН: Платиновый - КАН: 5×Платиновый - НОЗ: 5×Платиновый - ПОЛ: Платиновый - ФИН: Платиновый - ФРА: Платиновый - ШВА: Платиновый - ШВЕ: Платиновый - ИТА: Платиновый |

| Год  | Альбом | Позиции в чартах | Позиции в чартах | Позиции в чартах | Позиции в чартах | Позиции в чартах | Позиции в чартах | Позиции в чартах | Позиции в чартах | Позиции в чартах | Позиции в чартах | Продажи                                                                                                   | Сертификации |
| Год  | Альбом | UK               | AUS              | CAN              | FRA              | GER              | IRL              | NLD              | NZ               | SWI              | US               | Продажи                                                                                                   | Сертификации |
| ---- | --- | ---------------- | ---------------- | ---------------- | ---------------- | ---------------- | ---------------- | ---------------- | ---------------- | ---------------- | ---------------- | --- | --- |
| 2000 | Parachutes - Выпущен: 11 июля 2000 года - Лейбл: Parlophone - Форматы: CD, CS, LP                                               | 1                | 2                | 19               | 31               | 54               | 2                | 29               | 4                | 38               | 51               | - Мир: 14,030,000 - UK: 2,626,887 - NZ: 75,000 - US: 2,700,700                                            | - BPI: 8 х Платина - ARIA: 3 х Платина - BVMI: Золото - FIMI: Золото - IFPI SWI: Золото - MC: 2 х Платина - RIAA: 2 х Платина - RMNZ: 2 х Платина - SNEP: 2 х Золото                                                       |
| 2002 | A Rush of Blood to the Head - Выпущен: 26 августа 2002 года - Лейбл: Parlophone - Форматы: CD, CS, LP                           | 1                | 1                | 1                | 4                | 1                | 1                | 3                | 1                | 1                | 5                | - Мир: 16,000,000 - UK: 2,909,750 - NZ: 90,000 - US: 4,925,000                                            | - BPI: 9 х Платина - ABPD: Золото - ARIA: 7 х Платина - BVMI: 3 х Золото - IFPI SWI: Золото - MC: 4 х Платина - RIAA: 4 х Платина - RMNZ: 4 х Платина - SNEP: 2 х Золото                                                   |
| 2005 | X&Y - Выпущен: 7 июня 2005 года - Лейбл: Parlophone - Форматы: CD, LP, цифровая загрузка                                        | 1                | 1                | 1                | 1                | 1                | 1                | 1                | 1                | 1                | 1                | - Мир: 15,000,000 - UK: 2,730,107 - NZ: 75,000 - US: 3,100,000                                            | - BPI: 9 х Платина - ABPD: Золото - ARIA: 6 х Платина - BVMI: 3 х Платина - IFPI SWI: 2 х Платина - IRMA: 8 х Платина - MC: 5 х Платина - RIAA: 3 х Платина - RMNZ: 4 х Платина - SNEP: 2 х Платина                        |
| 2008 | Viva la Vida or Death and All His Friends - Выпущен: 17 июня 2008 года - Лейбл: Parlophone - Форматы: CD, LP, цифровая загрузка | 1                | 1                | 1                | 1                | 1                | 1                | 1                | 1                | 1                | 1                | - Мир: 11,000,000 - UK: 1,500,000 - CAN: 334,000 - NZ: 45,000 - US: 2,700,000                             | - BPI: 5 х Платина - ARIA: 4 х Платина - BVMI: 3 х Платина - FIMI: 2 x Платина - IFPI SWI: 3 х Платина - IRMA: 4 х Платина - MC: 5 х Платина - NVPI: 3 х Платина - RIAA: 2 х Платина - RMNZ: 2 х Платина - SNEP: Бриллиант |
| 2011 | Mylo Xyloto - Выпущен: 25 октября 2011 года - Лейбл: Parlophone - Форматы: CD, LP, цифровая загрузка                            | 1                | 1                | 1                | 1                | 1                | 1                | 1                | 1                | 1                | 1                | - Мир: 8,200,000 - UK: 1,500,000 - NZ: 30,000 - US: 1,600,000                                             | - BPI: 5 х Платина - ARIA: 2 х Платина - BVMI: Золото - IFPI SWI: 2 х Платина - IRMA: 2 х Платина - MC: 3 х Платина - RIAA: Платина - RMNZ: 2 х Платина - SNEP: 3 х Платина                                                |
| 2014 | Ghost Stories - Выпущен: 20 мая 2014 года - Лейбл: Parlophone - Форматы: CD, LP, цифровая загрузка                              | 1                | 1                | 1                | 1                | 1                | 1                | 2                | 1                | 1                | 1                | - Мир: 4,600,000 - CAN: 160,000 - UK: 700,000 - US: 1,000,000                                             | - BPI: 2 х Платина - ARIA: 2 х Платина - BVMI: 3 х Золото - FIMI: 2 x Платина - IFPI SWI: 2 х Платина - MC: 2 х Платина - RIAA: Платина - RMNZ: Золото - SNEP: 3 х Платина                                                 |
| 2015 | A Head Full of Dreams - Выпущен: 4 декабря 2015 года - Лейбл: Parlophone - Форматы: CD, LP, цифровая загрузка                   | 1                | 2                | 2                | 4                | 3                | 2                | 1                | 4                | 1                | 2                | - Мир: 6,000,000 - BRA: 100,000 - CAN: 160,000 - NZ: 15,000 - PRT: 30,000 - UK: 1,116,000 - US: 1,097,000 | - AFP: 2 х Платина - BPI: 4 х Платина - ARIA: Платина - BVMI: Платина - FIMI: 4 x Платина - IFPI SWI: Платина - MC: Платина - RIAA: Платина - RMNZ: Платина - SNEP: 3 х Платина                                            |
| 2019 | Everyday Life - Выпущен: 22 ноября - 2019 года - Лейбл: Parlophone, Atlantic Records - Форматы: CD, LP, цифровая загрузка       | 1                | 1                | 3                | 1                | 4                | 5                | 1                | 2                | 1                | 7                | — | - BPI: Платина - BVMI: Золото - FIMI: Золото - SNEP: Золото |
| 2021 | Music Of The Spheres - Выпущен 15 октября 2021 года - Лейбл: Parlophone, Arlantic Records - Форматы: CD, LP, цифровая музыка    | 1                | 1                | 2                | 1                | 2                | 1                | 1                | 2                | 2                | 4                | — | - BPI: Золото - ZPAV: Золото - FIMI: Золото - SNEP: Платина |

### Концертные альбомы
| 2003                                                                       | Coldplay Live 2003 - Выпущен: 1 ноября 2003 года - Лейбл: Capitol, Parlophone - Форматы: CD, цифровая загрузка       | 46 | 16 | —  | 10 | 26 | 34 | 24 | 26 | —  | 13 | - US: 686,000 | - ARIA: Золото - RIAA: Золото - RMNZ: Золото |
| 2009                                                                       | LeftRightLeftRightLeft - Выпущен: 15 мая 2009 года - Лейбл: Capitol, Parlophone - Форматы: CD, цифровая загрузка     | —  | —  | —  | —  | —  | —  | —  | —  | —  | —  |               |                                              |
| 2012                                                                       | Coldplay Live 2012 - Выпущен: 19 ноября 2012 года - Лейбл: Capitol, Parlophone - Форматы: CD, цифровая загрузка      | —  | —  | 10 | —  | 5  | 3  | —  | —  | 11 | —  |               | - SNEP: Платина                              |
| 2014                                                                       | Ghost Stories Live 2014 - Выпущен: 24 ноября 2014 года - Лейбл: Capitol, Parlophone - Форматы: CD, цифровая загрузка | 2  | —  | —  | —  | —  | —  | —  | 32 | —  | 93 |               | - BPI: Золото - SNEP: Золото                 |
| «—» обозначает, что релиз не вошёл в чарт или не был издан в этом регионе. | |    |    |    |    |    |    |    |    |    |    |               |                                              |

### Сборники
| 1998                                                                       | Safety / Ode to Deodorant - Выпущен: 26 ноября 1998 года - Лейбл: независимый - Форматы: CD, бокс-сет, CS                           | —   | —  | — | —   | —  | —  |                |
| 2006                                                                       | A Rush of Blood to the Head / Parachutes - Выпущен: 2 октября 2006 года - Лейбл: EMI - Форматы: CD бокс-сет                         | —   | —  | — | —   | 22 | —  |                |
| 2007                                                                       | The Singles 1999—2006 - Выпущен: 26 марта 2007 года - Лейбл: Capitol, Parlophone - Форматы: 7" бокс-сет                             | —   | —  | 5 | —   | —  | —  |                |
| 2007                                                                       | The Remixes - Выпущен: 11 апреля 2007 года - Лейбл: Parlophone - Форматы: CD, LP                                                    | —   | —  | — | —   | —  | —  |                |
| 2007                                                                       | Parachutes / A Rush of Blood to the Head / Live 2003 - Выпущен: 9 ноября 2007 года - Лейбл: Parlophone - Форматы: CD и DVD бокс-сет | —   | —  | — | 134 | —  | —  |                |
| 2011                                                                       | Viva la Vida / X&Y - Выпущен: 13 сентября 2011 года - Лейбл: EMI - Форматы: CD бокс-сет                                             | —   | —  | — | 127 | —  | —  |                |
| 2012                                                                       | 4 CD Catalogue Set - Выпущен: 26 ноября 2012 года - Лейбл: EMI - Форматы: CD бокс-сет                                               | 124 | 27 | — | —   | 29 | 48 | - FIMI: Золото |
| «—» обозначает, что релиз не вошёл в чарт или не был издан в этом регионе. | |     |    |   |     |    |    |                |

### Видеоальбомы
| 2003                                                                       | Coldplay Live 2003 - Выпущен: 4 ноября 2003 года - Лейбл: Capitol, Parlophone - Форматы: DVD           | — | — | 2 | 8 | — | — | — | 1 | — | 1 | - RIAA: 6 х Платина                                  |
| 2012                                                                       | Coldplay Live 2012 - Выпущен: 19 ноября 2012 года - Лейбл: Capitol, Parlophone - Форматы: DVD, Blu-ray | 1 | 1 | — | 1 | 1 | 2 | 2 | 1 | 1 | 1 | - BPI: 4 х Платина - AFP: Золото - ARIA: 7 х Платина |
| «—» обозначает, что релиз не вошёл в чарт или не был издан в этом регионе. | |   |   |   |   |   |   |   |   |   |   |                                                      |

## Мини-альбомы (EP)
| 1998                                                                       | Safety - Выпущен: 18 мая 1998 года - Форматы: CD, CS                                                                | —  | —  | —  | —  | —  | —  | —  | —  |                |
| 1999                                                                       | The Blue Room - Выпущен: 11 октября 1999 года - Лейбл: Parlophone - Форматы: CD, CS, 12"                            | —  | —  | —  | —  | —  | —  | —  | —  |                |
| 2000                                                                       | Acoustic - Выпущен: 29 октября 2000 года - Лейбл: Parlophone - Форматы: CD, CS                                      | —  | —  | —  | —  | —  | —  | —  | —  |                |
| 2001                                                                       | Trouble — Norwegian Live EP - Выпущен: 17 августа 2001 года - Лейбл: Parlophone - Форматы: CD, CS                   | —  | —  | —  | —  | —  | 3  | —  | —  |                |
| 2001                                                                       | Mince Spies - Выпущен: 30 ноября 2001 года - Лейбл: Parlophone - Форматы: CD                                        | —  | —  | —  | —  | —  | —  | —  | —  |                |
| 2003                                                                       | Remixes - Выпущен: 21 июля 2003 года - Лейбл: Parlophone - Форматы: 12"                                             | —  | —  | —  | —  | —  | —  | —  | —  |                |
| 2008                                                                       | Prospekt’s March - Выпущен: 21 ноября 2008 года - Лейбл: Parlophone - Форматы: CD, цифровая загрузка, 12"           | 38 | 50 | 18 | 47 | 36 | —  | —  | 15 | - BPI: Серебро |
| 2011                                                                       | Every Teardrop Is a Waterfall - Выпущен: 26 июня 2011 года - Лейбл: Parlophone - Форматы: CD, цифровая загрузка, 7" | —  | —  | —  | —  | —  | —  | —  | —  |                |
| 2011                                                                       | iTunes Festival: London 2011 - Выпущен: 18 сентября 2011 года - Лейбл: EMI - Форматы: цифровая загрузка             | —  | —  | —  | —  | —  | —  | —  | —  |                |
| 2011                                                                       | Live in Madrid - Выпущен: 31 октября 2011 года - Лейбл: EMI - Форматы: цифроавя загрузка                            | —  | —  | —  | —  | —  | —  | —  | —  |                |
| 2014                                                                       | A Sky Full of Stars - Выпущен: 29 июня 2014 года - Лейбл: Parlophone - Форматы: CD, цифровая загрузка               | —  | —  | —  | —  | —  | —  | —  | —  |                |
| 2016                                                                       | Live from Spotify London - Выпущен: 16 декабря 2016 года - Лейбл: Parlophone - Форматы: цифровая загрузка           | —  | —  | —  | —  | —  | —  | —  | —  |                |
| 2017                                                                       | Kaleidoscope - Выпущен: 14 июля 2017 года - Лейбл: Parlophone - Форматы: CD, цифровая загрузка, 12"                 | —  | 56 | 10 | 9  | 4  | 37 | 12 | 15 |                |
| «—» обозначает, что релиз не вошёл в чарт или не был издан в этом регионе. | |    |    |    |    |    |    |    |    |                |

## Синглы
| «Brothers & Sisters»                                                       | 1999 | 92  | —  | —  | —   | —  | —  | —   | —  | —  | —  | | Вне альбома                                                        |
| «Shiver»                                                                   | 2000 | 35  | 57 | —  | —   | —  | —  | 100 | —  | —  | —  | | Parachutes                                                         |
| «Yellow»                                                                   | 2000 | 4   | 5  | —  | 96  | —  | 9  | 82  | 23 | —  | 48 | - BPI: Платина - ARIA: Платина - RIAA: Золото                                                                                                | Parachutes                                                         |
| «Trouble»                                                                  | 2000 | 10  | —  | —  | 60  | —  | 16 | 67  | 36 | 76 | —  | - BPI: Серебро | Parachutes                                                         |
| «Don’t Panic»                                                              | 2001 | 130 | 57 | —  | —   | —  | —  | 83  | —  | —  | —  | | Parachutes                                                         |
| «In My Place»                                                              | 2002 | 2   | 23 | 2  | 60  | 65 | 2  | 56  | 24 | 37 | —  | - BPI: Серебро | A Rush of Blood to the Head                                        |
| «The Scientist»                                                            | 2002 | 10  | 40 | 16 | 96  | 26 | 15 | 20  | —  | 28 | —  | - BPI: Платина - RIAA: Золото | A Rush of Blood to the Head                                        |
| «Clocks»                                                                   | 2003 | 9   | 28 | 7  | 65  | 50 | 15 | 2   | 13 | 71 | 29 | - BPI: Золото - RIAA: Золото | A Rush of Blood to the Head                                        |
| «God Put a Smile upon Your Face»                                           | 2003 | 100 | 43 | —  | —   | —  | —  | 65  | 35 | —  | —  | | A Rush of Blood to the Head                                        |
| «Moses»                                                                    | 2003 | —   | —  | —  | —   | —  | —  | —   | —  | —  | —  | | Coldplay Live 2003                                                 |
| «2000 Miles»                                                               | 2003 | —   | —  | —  | —   | —  | —  | —   | —  | —  | —  | | Sweet Tracks                                                       |
| «Speed of Sound»                                                           | 2005 | 2   | 9  | 2  | 42  | 19 | 11 | 6   | 13 | 22 | 8  | - BPI: Серебро - ARIA: Золото - MC: Золото - RIAA: Золото                                                                                    | X&Y                                                                |
| «Fix You»                                                                  | 2005 | 4   | 25 | 4  | 187 | 65 | 8  | 54  | 17 | 53 | 59 | - BPI: Платина - ARIA: Платина - RIAA: Платина - RMNZ: Платина                                                                               | X&Y                                                                |
| «Talk»                                                                     | 2005 | 10  | 20 | 4  | 34  | 29 | 18 | 1   | 20 | 28 | 86 | | X&Y                                                                |
| «The Hardest Part»                                                         | 2006 | —   | 40 | —  | —   | —  | —  | 39  | 28 | 44 | —  | | X&Y                                                                |
| «What If»                                                                  | 2006 | —   | —  | —  | —   | —  | —  | —   | —  | —  | —  | | X&Y                                                                |
| «White Shadows»                                                            | 2007 | —   | —  | —  | —   | —  | —  | —   | —  | —  | —  | | X&Y                                                                |
| «Violet Hill»                                                              | 2008 | 8   | 9  | 6  | 36  | 10 | 13 | 13  | 5  | 11 | 40 | - BPI: Серебро - ARIA: Золото | Viva la Vida or Death and All His Friends                          |
| «Viva la Vida»                                                             | 2008 | 1   | 2  | 4  | 7   | 5  | 3  | 4   | 16 | 5  | 1  | - BPI: Платина - ARIA: Платина - BVMI: Золото - IFPI SWI: Платина - MC: Золото - RIAA: 6 х Платина - RMNZ: Платина                           | Viva la Vida or Death and All His Friends                          |
| «Lovers in Japan»                                                          | 2008 | 131 | —  | 77 | —   | —  | —  | 12  | —  | —  | —  | | Viva la Vida or Death and All His Friends                          |
| «Lost!»                                                                    | 2008 | 54  | —  | 55 | —   | 73 | —  | 15  | —  | 53 | 87 | | Viva la Vida or Death and All His Friends                          |
| «Lhuna» (при участии Кайли Миноуг)                                         | 2008 | —   | —  | —  | —   | —  | —  | —   | —  | —  | —  | | Вне альбома                                                        |
| «Life in Technicolor II»                                                   | 2009 | 28  | 63 | 92 | —   | —  | 29 | 30  | —  | 39 | —  | | Prospekt's March                                                   |
| «Strawberry Swing»                                                         | 2009 | 158 | —  | —  | —   | —  | —  | —   | —  | —  | —  | | Viva la Vida or Death and All His Friends                          |
| «Christmas Lights»                                                         | 2010 | 13  | 32 | 18 | —   | 26 | 15 | 2   | 34 | 10 | 25 | - BPI: Серебро | Вне альбома                                                        |
| «Every Teardrop Is a Waterfall»                                            | 2011 | 6   | 14 | 9  | 20  | 24 | 9  | 1   | 13 | 6  | 14 | - BPI: Золото - ARIA: Платина | Mylo Xyloto                                                        |
| «Paradise»                                                                 | 2011 | 1   | 3  | 13 | 5   | 12 | 2  | 2   | 3  | 4  | 15 | - BPI: 2 х Платина - ARIA: 6 х Платина - BVMI: Золото - MC: 3 х Платина - RIAA: Платина - RMNZ: Платина - SNEP: Золото                       | Mylo Xyloto                                                        |
| «Charlie Brown»                                                            | 2012 | 22  | 78 | —  | 148 | —  | 20 | —   | —  | —  | —  | - BPI: Серебро | Mylo Xyloto                                                        |
| «Princess of China» (с Рианной)                                            | 2012 | 4   | 16 | 17 | 24  | 41 | 5  | 48  | 8  | 20 | 20 | - BPI: Платина - ARIA: Платина - RMNZ: Золото                                                                                                | Mylo Xyloto                                                        |
| «Up with the Birds» / «U.F.O.»                                             | 2012 | —   | —  | —  | —   | —  | —  | —   | —  | —  | —  | | Mylo Xyloto                                                        |
| «Hurts Like Heaven»                                                        | 2012 | 157 | —  | —  | —   | —  | —  | —   | —  | —  | —  | | Mylo Xyloto                                                        |
| «Up in Flames»                                                             | 2012 | —   | —  | —  | —   | —  | —  | —   | —  | —  | —  | | Mylo Xyloto                                                        |
| «Atlas»                                                                    | 2013 | 12  | 30 | 33 | 31  | 19 | 12 | 3   | 20 | 10 | 69 | | The Hunger Games: Catching Fire Official Motion Picture Soundtrack |
| «Magic»                                                                    | 2014 | 10  | 5  | 13 | 6   | 14 | 4  | 2   | 10 | 5  | 14 | - BPI: Платина - ARIA: 2 х Платина - IFPI SWI: Золото - MC: Платина - RIAA: Платина                                                          | Ghost Stories                                                      |
| «Midnight»                                                                 | 2014 | 48  | 25 | 27 | 5   | 44 | —  | 8   | 11 | 19 | 29 | | Ghost Stories                                                      |
| «A Sky Full of Stars»                                                      | 2014 | 9   | 2  | 4  | 3   | 6  | 3  | 2   | 2  | 2  | 10 | - BPI: Платина - ARIA: 2 х Платина - BVMI: Золото - IFPI SWI: Платина - MC: 3 х Платина - RIAA: 2 х Платина - RMNZ: Золото - SNEP: Золото    | Ghost Stories                                                      |
| «True Love»                                                                | 2014 | 180 | —  | —  | 146 | —  | —  | —   | —  | —  | —  | | Ghost Stories                                                      |
| «Ink»                                                                      | 2014 | 156 | —  | —  | —   | —  | —  | 68  | —  | —  | —  | | Ghost Stories                                                      |
| «Miracles»                                                                 | 2014 | 95  | —  | —  | 153 | —  | —  | —   | —  | —  | —  | | Unbroken — Original Motion Picture Soundtrack                      |
| «Adventure of a Lifetime»                                                  | 2015 | 7   | 20 | 11 | 2   | 5  | 8  | 11  | 12 | 3  | 13 | - BPI: Платина - ARIA: Золото - BVMI: Золото - IFPI SWI: Золото - MC: 2 х Платина - RIAA: Платина - RMNZ: Платина - SNEP: Золото             | A Head Full of Dreams                                              |
| «Hymn for the Weekend»                                                     | 2016 | 6   | 24 | 32 | 3   | 11 | 7  | 18  | 43 | 7  | 25 | - BPI: Платина - ARIA: Платина - BVMI: Золото - IFPI SWI: 2 х Платина - MC: 3 х Платина - RIAA: 2 х Платина - RMNZ: Золото                   | A Head Full of Dreams                                              |
| «Up & Up»                                                                  | 2016 | 71  | 74 | —  | 161 | 79 | 95 | 65  | —  | 32 | —  | | A Head Full of Dreams                                              |
| «A Head Full of Dreams»                                                    | 2016 | 173 | —  | —  | 156 | —  | —  | 60  | —  | —  | —  | | A Head Full of Dreams                                              |
| «Everglow»                                                                 | 2016 | 52  | 93 | 66 | 28  | 42 | 55 | 18  | —  | 16 | —  | - BPI: Серебро - MC: Золото | A Head Full of Dreams                                              |
| «Something Just Like This» (с The Chainsmokers)                            | 2017 | 2   | 2  | 3  | 7   | 4  | 3  | 6   | 5  | 3  | 3  | - BPI: Платина - ARIA: 4 х Платина - BVMI: Платина - IFPI SWI: Платина - MC: 2 х Платина - RIAA: 2 х Платина - RMNZ: Платина - SNEP: Платина | Memories...Do Not Open и Kaleidoscope                              |
| «Miracles (Someone Special)» (с Big Sean)                                  | 2017 | 54  | —  | —  | 73  | —  | 98 | —   | —  | 45 | —  | | Kaleidoscope                                                       |
| «Orphans» / «Arabesque»                                                    | 2019 | 27  | 68 | 59 | 175 | 94 | —  | 37  | —  | 25 | —  | - BPI: Серебро | Everyday Life                                                      |
| «Higher Power»                                                             | 2021 | 12  | 44 | 31 | 98  | 36 | 20 | 45  | 7  | 18 | 53 | - Music Canada: Золото - FIMI: Золото - BPI: Серебро                                                                                         | Music of the Spheres                                               |
| «My Universe» (с BTS)                                                      | 2021 | 3   | 7  | 9  | —   | 13 | 15 | 43  | —  | 11 | 1  | | Music of the Spheres                                               |
| Let Somebody Go                                                            | 2022 | 24  | 66 | 45 | 115 | 74 | 25 | 53  | 4  | 27 | 91 | | Music of the Spheres                                               |
| «—» обозначает, что релиз не вошёл в чарт или не был издан в этом регионе. |      |     |    |    |     |    |    |     |    |    |    | |                                                                    |

### Промосинглы
| «The Coldplay»                                                             | 1997 | —   | —  | —  | —   | —  | —   | —  | — | —  | —  | The Coldplay (демо-запись)  |
| «Daylight»                                                                 | 2002 | —   | —  | —  | —   | 24 | —   | —  | — | —  | 14 | A Rush of Blood To the Head |
| «Proof»                                                                    | 2005 | —   | —  | —  | —   | —  | —   | —  | — | —  | —  | Speed of Sound              |
| «Things I Don’t Understand»                                                | 2005 | —   | —  | —  | —   | —  | —   | —  | — | —  | —  | Speed of Sound              |
| «A Spell a Rebel Yell»                                                     | 2008 | —   | —  | —  | —   | —  | —   | —  | — | —  | —  | Violet Hill                 |
| «Major Minus»                                                              | 2011 | 133 | 72 | 68 | 71  | —  | —   | —  | — | —  | 92 | Mylo Xyloto                 |
| «Birds»                                                                    | 2016 | 156 | —  | —  | —   | —  | —   | 83 | — | —  | —  | A Head Full of Dreams       |
| «Hypnotised»                                                               | 2017 | 70  | —  | 81 | 21  | —  | 100 | —  | — | 45 | —  | Kaleidoscope                |
| «All I Can Think About Is You»                                             | 2017 | —   | —  | —  | 115 | —  | —   | —  | — | —  | —  | Kaleidoscope                |
| «A L I E N S»                                                              | 2017 | —   | —  | —  | 87  | —  | —   | —  | — | —  | —  | Kaleidoscope                |
| «—» обозначает, что релиз не вошёл в чарт или не был издан в этом регионе. |      |     |    |    |     |    |     |    |   |    |    |                             |

## Другие песни, попавшие в чарты
| «Life in Technicolor»                                                      | 2008 | 112 | —  | 50 | 92 | —   | —  | — | —  | —  | —  |                 | Viva la Vida or Death and All His Friends |
| «Cemeteries of London»                                                     | 2008 | 134 | —  | —  | —  | —   | —  | — | —  | —  | —  |                 | Viva la Vida or Death and All His Friends |
| «Death and All His Friends»                                                | 2008 | 183 | —  | —  | —  | —   | —  | — | 50 | —  | —  | - ABPD: Платина | Viva la Vida or Death and All His Friends |
| «42»                                                                       | 2008 | 123 | —  | —  | —  | —   | —  | — | —  | —  | —  | - ABPD: Платина | Viva la Vida or Death and All His Friends |
| «Glass of Water»                                                           | 2008 | 134 | —  | —  | 92 | —   | —  | — | —  | —  | —  |                 | Prospekt’s March                          |
| «Prospekt’s March/Poppyfields»                                             | 2008 | 182 | —  | —  | —  | —   | —  | — | —  | —  | —  |                 | Prospekt’s March                          |
| «Lost+» (при участии Jay-Z)                                                | 2008 | —   | —  | 34 | —  | —   | —  | 8 | 21 | —  | 40 |                 | Prospekt’s March                          |
| «The Goldrush»                                                             | 2009 | 139 | —  | —  | —  | —   | —  | — | —  | —  | —  |                 | Life in Technicolor II                    |
| «A Message 2010»                                                           | 2010 | 88  | —  | 49 | 57 | —   | —  | — | 22 | —  | —  |                 | Hope for Haiti Now                        |
| «Moving to Mars»                                                           | 2011 | 163 | 71 | 49 | 64 | 70  | —  | — | —  | —  | 90 |                 | Every Teardrop Is a Waterfall             |
| «Always in My Head»                                                        | 2014 | 124 | —  | —  | —  | 111 | —  | — | —  | —  | —  |                 | Ghost Stories                             |
| Another’s Arms                                                             | 2014 | 70  | —  | —  | —  | 83  | —  | — | —  | 52 | —  |                 | Ghost Stories                             |
| «O»                                                                        | 2014 | 108 | —  | —  | —  | 107 | —  | — | —  | —  | —  |                 | Ghost Stories                             |
| «Fun» (при участии Туве Лу)                                                | 2015 | 164 | —  | —  | —  | 118 | 86 | — | —  | —  | —  |                 | A Head Full of Dreams                     |
| «Army of One»                                                              | 2015 | 198 | —  | —  | —  | 165 | —  | — | —  | —  | —  |                 | A Head Full of Dreams                     |
| «—» обозначает, что релиз не вошёл в чарт или не был издан в этом регионе. |      |     |    |    |    |     |    |   |    |    |    |                 |                                           |

## Другие появления
| Название                                | Год  | Альбом                   |
| --------------------------------------- | ---- | ------------------------ |
| «Trouble» (акустическая версия)         | 2001 | 2 Meter Sessies, Vol. 10 |
| «How You See the World No. 2»           | 2005 | Help!: A Day in the Life |
| «In the Sun» (Live) (с Майклом Стайпом) | 2006 | In the Sun               |
| «Wish I Was Here» (с «Cat Power»)       | 2014 | Wish I Was Here          |

## Музыкальные видео
| Название                          | Год  | Альбом                         |
| --------------------------------- | ---- | ------------------------------ |
| «Bigger Stronger»                 | 1999 | Мэт Уайткросс                  |
| «Shiver»                          | 2000 | Грант Ги                       |
| «Yellow»                          | 2000 | James & Alex                   |
| «Trouble» (version 1)             | 2000 | Софи Мюллер                    |
| «Trouble» (version 2)             | 2000 | Тим Хоуп                       |
| «Don’t Panic»                     | 2001 | Тим Хоуп                       |
| «In My Place»                     | 2002 | Софи Мюллер                    |
| «The Scientist»                   | 2002 | Джейми Трейвс                  |
| «Clocks»                          | 2003 | Доминик Лян                    |
| «God Put a Smile upon Your Face»  | 2003 | Джейми Трейвс                  |
| «Speed of Sound»                  | 2005 | Марк Романек                   |
| «Fix You»                         | 2005 | Софи Мюллер                    |
| «Talk»                            | 2005 | Антон Корбейн                  |
| «The Hardest Part»                | 2006 | Мэри Уигмор                    |
| «Violet Hill» (version 1)         | 2008 | Аса Мейдер                     |
| «Violet Hill» (version 2)         | 2008 | Мэт Уайткросс                  |
| «Viva la Vida» (version 1)        | 2008 | Хайп Уильямс                   |
| «Viva la Vida» (version 2)        | 2008 | Антон Корбейн                  |
| «Lost!»                           | 2008 | Мэт Уайткросс                  |
| «Lost+» (при участии Jay-Z)       | 2008 | Мэт Уайткросс                  |
| «Lovers in Japan»                 | 2008 | Мэт Уайткросс                  |
| «Lost?»                           | 2008 | Пол О’Брайен                   |
| «Life in Technicolor II»          | 2009 | Дугэл Уилсон                   |
| «Strawberry Swing»                | 2009 | Shynola                        |
| «Christmas Lights»                | 2010 | Мэт Уайткросс                  |
| «Every Teardrop Is a Waterfall»   | 2011 | Мэт Уайткросс                  |
| «Paradise»                        | 2011 | Мэт Уайткросс                  |
| «Charlie Brown»                   | 2012 | Мэт Уайткросс                  |
| «Princess of China» (с Рианной)   | 2012 | Adria Petty, Alan Bibby        |
| «Hurts Like Heaven»               | 2012 | Марк Осборн                    |
| «Midnight»                        | 2014 | Мэри Уигмор                    |
| «Magic»                           | 2014 | Юнас Окерлунд                  |
| «Always in My Head»               | 2014 | Аласдер Бразерстоун, Джок Муни |
| «A Sky Full of Stars» (version 1) | 2014 | Мэт Уайткросс                  |
| «A Sky Full of Stars» (version 2) | 2014 | Мэтт Кларк, Крис Дэвенпорт     |
| «True Love»                       | 2014 | Юнас Окерлунд                  |
| «All Your Friends»                | 2014 | «Coldplay»                     |
| «Ink»                             | 2014 | Мэттью Энчина                  |
| «Ghost Story»                     | 2014 | «Coldplay»                     |
| «Adventure of a Lifetime»         | 2015 | Мэт Уайткросс                  |
| «Birds»                           | 2016 | Маркус Хэйни                   |
| «Hymn for the Weekend»            | 2016 | Бен Мор                        |
| «Up&Up»                           | 2016 | Ваня Хейманн и Галь Муджия     |
| «A Head Full of Dreams»           | 2016 | Маркус Хэйни                   |
| «Everglow» (version 1)            | 2016 | Бен Мор                        |
| «Amazing Day»                     | 2017 | «Coldplay»                     |
| «Everglow» (version 2)            | 2017 | Джо Коннор                     |
| «Miracles (Someone Special)»      | 2017 | TBA                            |

### Текстовые видео
| Название                       | Год  | Альбом           |
| ------------------------------ | ---- | ---------------- |
| «Atlas»                        | 2013 | Марио Хьюго      |
| «Miracles»                     | 2014 | Анджелина Джоли  |
| «Something Just Like This»     | 2017 | Джеймс Зводло    |
| «Hypnotised»                   | 2017 | Мэри Уигмор      |
| «All I Can Think About Is You» | 2017 | I Saw John First |
| «Aliens»                       | 2017 | Бен Джонс        |
| «Miracles (Someone Special)»   | 2017 | Бен Мор          |

## Комментарии
1. 1 2 3 4 5 6 7 8 9 10 11  Sales as of 2012.
2. 1 2 3 4  Sales as of 2016.
3. 1 2  Sales as of 2014.
4. ↑  Sales as of 2013.
5. ↑  Sales as of 2015.
6. ↑  Total sales.
7. ↑  "Miracles (Someone Special)" did not enter the NZ Top 40 Singles Chart, but peaked at number five on the NZ Heatseekers Singles Chart.[175]
8. ↑  "Hypnotised" did not enter the NZ Top 40 Singles Chart, but peaked at number one on the NZ Heatseekers Singles Chart.[179]
9. ↑  "Hypnotised" did not enter the Billboard Hot 100, but peaked at number 12 on the Bubbling Under Hot 100 Singles chart.[180]